# 万勇
万勇（1960年11月—），男，汉族，湖北洪湖人，中华人民共和国政治人物。武汉化工学院化学工程系基本有机化工专业学习、华中师范大学哲学专业毕业。在职研究生学历，哲学硕士学位。

## 生平
1982年9月参加工作，1985年10月加入中国共产党。曾任武汉市东西湖区慈惠塑料厂技术员、副厂长、党委副书记、厂长，东西湖区委常委、副区长，汉南区委副书记、区长，新洲区委书记、区人大常委会主任，武汉市民政局局长、市长助理等职务。
2008年1月，任武汉化工工业区管理委员会主任。2008年12月，任湖北省经济和信息化委员会副主任、党组副书记。2010年8月，任中共荆门市委副书记、代市长（2011年1月当选市长）。2013年2月，任中共荆门市委书记，4月当选市人大常委会主任。2013年，当选第十二届全国人民代表大会湖北地区代表。
2015年1月，升任中共武汉市委副书记、武汉市人民政府代市长，2月当选为武汉市市长。2018年2月24日，当选为第十三届全国人大代表。2018年5月31日，任湖北省人民政府副省长，党组成员，不再担任武汉市市长。
2021年1月，当选湖北省人大常委会副主任。2023年1月，换届不再担任。